# Rajd Nikon
Rajd Nikon – rajd samochodowy, odbywający się w latach 2000-2007. Od początku swojego istnienia był jedną z eliminacji Pucharu PZM, a od roku 2004 jedną z rund Rajdowych Mistrzostw Polski.

## Zwycięzcy Rajdu Nikon[1]
| Rok  | Rajd                  | Kierowca          | Pilot              | Samochód                  | Seria      |
| ---- | --------------------- | ----------------- | ------------------ | ------------------------- | ---------- |
| 2000 | 1. Rajd Wielkiej Sowy | Robert Szelc      | Maciej Wilk        | Peugeot 306 16S           | Puchar PZM |
| 2001 | 2. Rajd Nikon         | Leszek Kuzaj      | Andrzej Górski     | Toyota Corolla WRC        | Puchar PZM |
| 2002 | 3. Rajd Nikon         | Mariusz Woźniczko | Radosław Banach    | Ford Escort RS Cosworth   | Puchar PZM |
| 2003 | 4. Rajd Nikon         | Tomasz Czopik     | Łukasz Wroński     | Mitsubishi Lancer Evo VI  | Puchar PZM |
| 2004 | 5. Rajd Nikon         | Michał Bębenek    | Grzegorz Bębenek   | Mitsubishi Lancer Evo VII | RSMP       |
| 2005 | 6. Rajd Nikon         | Leszek Kuzaj      | Maciej Szczepaniak | Subaru Impreza STi N11    | RSMP       |
| 2006 | 7. Rajd Nikon         | Michał Bębenek    | Grzegorz Bębenek   | Mitsubishi Lancer Evo IX  | RSMP       |
| 2007 | 8. Rajd Nikon         | Bryan Bouffier    | Xavier Panseri     | Peugeot 207 S2000         | RSMP       |